# Charruas
Os charruas são um povo originário americano que no século XVI se localizava entre os rios Paraná e Uruguai. Tendo como centro a atual província Argentina de Santa Fé, espalharam-se posteriormente ao Uruguai e depois a Entre Rios e ao Rio Grande do Sul, após guerrearem contra os guaranis missioneiros, após a expulsão dos jesuítas (1768), quando foi instaurado, pela Coroa espanhola, o governo político-militar das antigas missões jesuíticas. Por fim, os charruas chegaram tambem a Corrientes, que abandonaram por ação da autoridade colonial da região de Santa Fé. Como resultado desse avanço, fundiram-se com outros povos que ocupavam esses territórios, como os chanás, minuanos, caingangues, yaros e boháns. Vulgarmente, todo esse grupo de povos começou a ser chamado de "Charrua", e essa é a razão pela qual hoje essas tribos são confundidas ou tidas como conformando uma nação charrua.

## Nação Charrua
Os povos charruas durante a época colonial eram chamados de vários nomes no Uruguai, Argentina e Brasil (Rio Grande do Sul): guayantiranes, yaros, balomares, negueguianes, manchados, martidanes, mepenes, tocagues, bohanes, minuanos, charruas etc. Os historiadores passaram a chamar todos esses povos de "Charruas".
Desconhece-se etimologia.
Os Charruas de origem pampeana popularizaram-se, cultural ou etnicamente, no chamado complexo Charrua ou Nação Charrua juntamente com os yaros, bohanes, chanás e minuanos (ou guenoas). Os Chanás também fazem parte do complexo Chaná-Timbu, e assim se confundem com os Tapes Guaranis, considerados por eles como seus opostos e, na maioria das vezes, seus inimigos. Sobre as relações entre esses grupos há opiniões diferentes:
Para Samuel Lafone Quevedo (1897 e 1900) os Charruas eram uma das "Nações" pampeanas (habitantes da planície que vai do Chaco à Patagonia) que fazia parte do tipo Guaycuru e os demais povos citados eram "parcialidades" da mesma nação.
Para Samuel Lothrop (1932 e 1946) os charruas e os demais eram "tribos distintas" aparentadas culturalmente e fisicamente e linguisticamente semelhantes aos Guaycurus do norte.
Para Antonio Serrano (1936 e 1946) os Charruas eram uma "Nação" com características culturais próprias, e as demais "tribos" faziam parte da "Nação Charrua".
Existem várias estimativas da população Charrua e grupos étnicos relacionados no momento da chegada dos espanhóis, as quais variavam entre 8.000 (5.000 no Uruguai) e 100.000 pessoas ou mais. Em 1828, quando o Uruguai se tornou independente, a população indígena era de 30.000 pessoas e a população de origem caucásico,  de 70.000. De acordo com alguns estudos históricos, o número de indígenas e seus descendentes em território uruguaio era superior ao número na época da conquista. Isso se deve ao fato de que o território recebeu uma importante imigração de guaranis fugidos das missões jesuíticas, que estavam sendo destruídas, e que se estabeleceram ao norte do Rio Negro.
Eram altos, com uma média de 1,70 metros para os homens e 1,67 metros para as mulheres, de aspecto sério e taciturno, porte duro e feroz. Os homens apresentavam barba como distintivo varonil, na qual os caciques usavam engastadas como adorno pedras e, após o contato com produtos da civilização europeia, latas e vidros. A tatuagem no rosto consistia em três linhas que iam da raiz dos cabelos até a ponta do nariz e duas linhas transversais que iam de zigoma a zigoma. Para a guerra e festas, pintavam a mandíbula superior de branco.

## Características

### Cultura
Sendo os Charruas uma nação de Pampeanos - grande e genérico grupo que habitava, de norte a sul, o Chaco, o Pampa e a Patagônia argentina -, possuíam fisiotipos e cultura material semelhantes aos grupos subétnicos dos antigos Puelches ou Pampas, dos Tehuelches ou Patagônicos, dos Tobas e dos Caduveos. No entanto, por volta do século XV, parecem ter recebido importantes influências culturais guaranis amazônicas, cujo ramo sul (os Chandules) rodeavam ambas as margens do alto Rio da Prata desde seus assentamentos no delta do Paraná.
Diferentes fontes discordam sobre a prática da música entre os Charruas. Enquanto alguns negam sua existência, outros citam seu uso para fins bélicos, com conchas e gritos. Sem dúvida, o caso mais exemplar é o do arco musical feito por Tacuabé na França, que atualmente é conhecido como "arco Tacuabé".
Veneravam a lua, que chamavam de Guidaí e praticavam uma religião animista. Dos Guarani tiraram a crença em Tupã, Gualicho e n'O Maligno.
Eram um povo guerreiro e caçador, porém demonstravam uma acentuada aversão à morte que os levava a cortar uma falange para cada parente morto, além de lacerações autoinfligidas por todo o corpo, tamanha era sua aversão que dentro deste ritual era comum o ferido passar vários dias em uma cova separada da tribo sem comida ou água.

### Sociedade e Economia
No momento da conquista espanhola seu modo de produção era caçador-coletor, ainda que conseguissem, após o contato com os espanhóis, desenvolver um complexo equestre, e com este, uma rudimentar pecuária composta de equinos e bovinos. Dados ao sistema de produção caçador-coletor, eram nômades, como também o eram quase todos os outros indígenas do Pampa. Por isto, os únicos vestígios materiais de sua civilização são pequenas vasilhas de barro, assim como parte de suas armas típicas, lanças, flechas, boleadeiras.[carece de fontes?] Não eram agricultores. A alimentação era caça e frutos, que foi modificada durante o contato com os espanhóis, passando a preferir a carne de cavalo. Também, após o contato, passaram a cobrir o corpo com uma camisa curta de pele curtida e sem mangas, a qual durante o inverno a usavam com os pelos para o lado de dentro e no verão, com eles para fora. As mulheres usavam uma saia de algodão até os joelhos, porém, não sabiam fiar nem tecer; os panos de algodão que passaram a usar, eram adquiridos dos guaranis.[carece de fontes?]
Como armas usavam o arco e flecha com carcases, boleadeiras, dardo, funda e lança. As flechas tinham as pontas feitas de pedra lascada. Após o contato com os espanhóis, as boleadeiras, que eram atadas com corda de tucum, passaram a ser ligadas com tiras de couro. As tendas Charruas, primitivamente, eram feitas com quatro estacas e esteiras de palha no teto e nas paredes. Após o contato com os espanhóis, passaram a usar largos pedaços de couro e armas dos espanhóis e dos portugueses, como armas de fogo.[carece de fontes?]
Os Charruas não eram pacíficos, tinham uma organização social muito forte centrada em cacicados chefiados por um cacique, um chefe que, embora pertencesse a uma linhagem, tinha que ser eleito e acordado permanentemente pelo grupo, onde os laços interpessoais eram muito importantes, e mantinham poligamia.
As mulheres cuidavam das tarefas domésticas e dos cavalos. O homem se dedicava à guerra e à caça. Faziam conselhos de família para decidir sobre assuntos de guerra ou outros interesses. Aprenderam a montar com os espanhóis, tornando-se exímios cavaleiros, hábeis na guerra e na caça. Atacavam fazendas, raptavam mulheres, castravam meninos e os levavam como escravos, e matavam os homens adultos, como forma de resistirem a dominação espanhola e tomada de seus territórios. Não praticavam o canibalismo.
Até 22 de março de 1732 concordam com a paz com Montevidéu. O acordo, feito com Juan Antonio de Artigas, reconhecia os direitos e as leis Charruas enquanto estes concordassem em reconhecer a legalidade espanhola, continuaria até a Guerra Guaranítica. Depois da guerra Guaranítica seriam leais a José Artigas e seus tenentes, e posteriormente a Fructuoso Rivera e o Estado Oriental do Uruguai até a batalha de Salsipuedes.

### Idioma
Ver artigo principal: línguas Charruanas
A própria língua Charrua se extinguiu quase sem ser documentada, segundo Azara era: uma língua muito nasal, gutural e diferente de todas elas. Azara menciona que Yaros, Bohanes, Chanás e Minuanos eram diferentes. A língua dos Yaros e dos Bohanes pode ter sido do grupo Kaingang, pertencente à família linguística Jê. Teodoro Vilardebó compilou dois grupos de palavras Charrua em 1841 e 1842, embora de duas fontes indiretas; seu compêndio, com cerca de 70 palavras é conhecido como Códice Vilardebó.
Quanto ao parentesco das línguas Charrua, com as de outros grupos linguísticos da América do Sul, existem diferentes teorias. Essas línguas foram estudadas por amerindologos como Mauricio Swadesh e Terrence Kaufman. Foi proposto que poderia haver uma relação entre as línguas Charrua e as línguas Arawak (Perea e Alonso, 1937), com as línguas Matacoanas (Ferrario), com as línguas Lule-Vilela (Rona , 1964) e as línguas Guaicuruanas (Suárez, 1974).

### Religião
Pouca informação tem-se sobre a religiosidade Charrua, mas, durante fartas libações, invocavam um ser superior que, algumas vezes, poderia se tornar visível. Aos médicos-feiticeiros, atribuíam o poder de curar doenças, transbordar os rios, parar as feras; também havia mulheres idosas que curavam chupando a pele nos lugares doloridos. Geralmente, seus mortos eram sepultados na base de uma colina, e no túmulo colocavam os objetos mais importantes da pessoa, como as armas, os adornos, as peles, etc., pois, acreditavam na vida depois da morte e que os mortos depois iriam precisar de suas pertenças. As mulheres de parentesco mais próximo (esposas e filhas), na perda do familiar, amputavam-se uma falange, além de cravarem, em si mesmas, flechas que tinham pertencido ao morto. O costume de amputação de falange também é encontrado em povos indígenas da Indonésia.[carece de fontes?]
O filho, quando havia a morte do pai, ocultava-se por dois dias em sua cabana; após isto, à noite, dirigia-se a um pessoa predefinia que lhe trespassava com pedaços de taquara a pele do braço do punho até o ombro; após isto, saía nu no bosque; cavava um buraco no chão onde coubesse até o peito e ali passava a noite; pela manhã, voltava à cabana, onde lhe tiravam as taquaras e passava dois dias sem comer e beber; nos dez dias seguintes, os meninos da tribo lhe levavam água e aves de caça; ao final deste tempo, voltava ao convívio da tribo. O marido não aparentava dor pela morte da mulher nem o pai pela morte do filho.[carece de fontes?]

## Território ocupado

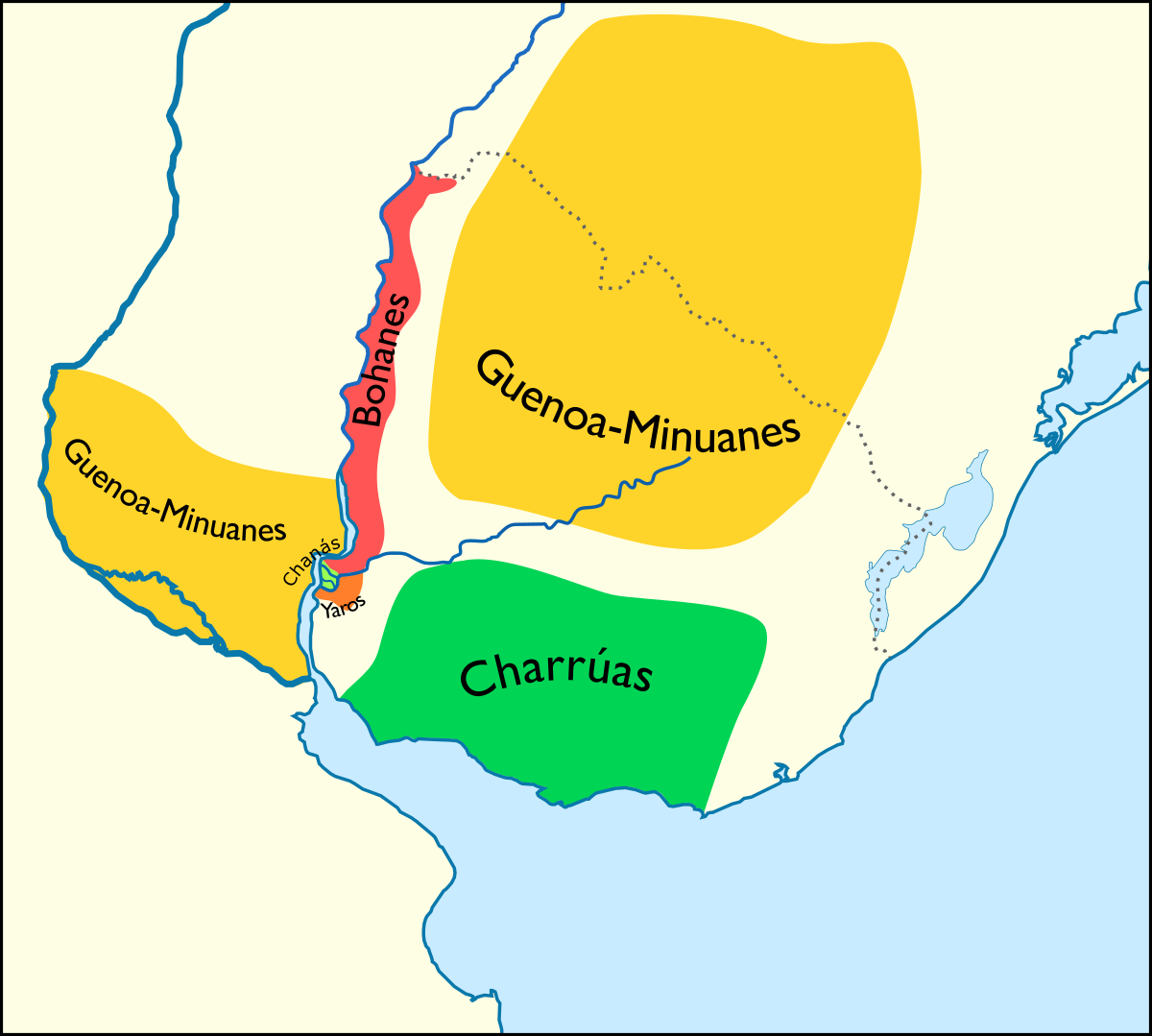
Mapa da ocupação dos povos Charrua no Uruguai, Argentina e Brasil

Na época da chegada dos espanhóis ao Rio da Prata no século XVI, os Charruas ocupavam a faixa entre os rios Paraná e Uruguai (na Argentina). Mais tarde, perseguidos em seus assentamentos em Santa Fé, deslocaram-se para a os pampas entre Uruguai e Rio Grande do Sul (na extensa coxilha de Haedo) e, mais ao norte, às margens do rio Ibicui.
Félix de Azara em sua Descrição e história do Paraguai e do Río de la Plata (publicado em 1847, 26 anos depois de sua morte) descreveu o território ocupado pelos quatro grupos desta nação Charrua:
- Yaros : quando os espanhóis descobriram o Río de la Plata, os Yaros viviam da pesca e caça na costa leste do rio Uruguai entre os rios Negro e San Salvador, indo um pouco para os campos abertos.
- Bohanes : habitavam a costa leste do rio Uruguai ao norte dos Yaros.
- Chanés : com a chegada dos primeiros espanhóis, uma tribo habitou as ilhas do rio Uruguai em frente à foz do rio Negro, e quando os espanhóis despovoaram a cidade de San Salvador, se estabeleceram na costa leste do próprio Uruguai, por abaixo da costa do rio San Salvador. Mis tarde voltariam para as ilhas, prestando atenção especial ao chamado dos biscaios.
- Minuanos/Guenoas: na época da colonização européia, esta nação vivia nos campos ao norte do rio Paraná, sem dele distanciarem-se mais que trinta léguas, e estendendo-se desde onde o Uruguai se junta com o rio Paraná até em frente à cidade de Santa Fé de la Vera-Cruz. Ao sul fazia fronteira com os Guarani que habitavam as ilhas do Paraná; ao norte tinha grandes desertos; e pelo leste dividia-se o rio Uruguai entre os Minuanos e os grupos étnicos precedentes.

Em 1730, se aliaram aos minuanos, que vinham de além do Rio Uruguai e se estabeleceram nas terras próximas à Lagoa Mirim e à Lagoa dos Patos. Os guenoas ou guanoas eram charruas setentrionais. Os três povos têm suas origens na região da Patagônia, na Argentina (a região dos índígenas "patagões" ou "patagones").[carece de fontes?]

## Extermínio Charrua emSalsipuedes
Em 11 de abril de 1831, em Puntas del Queguay, ocorreu o massacre conhecido como Massacre de Salsipuedes, quando o governo uruguaio massacra dezenas de indígenas que lutavam contra a presença colonial, a maioria deles Charruas.  O presidente uruguaio Fructuoso Rivera estava aquartelado às margens do córrego Salsipuedes, entre Tacuarembó e Río Negro. Lá ele convocou os principais caciques Charruas, chamados Polidoro, Rondeau, Brown, Juan Pedro e Venado, junto com todas as suas tribos, para uma reunião dizendo-lhes que o exército uruguaio precisava deles para guardar as fronteiras do estado. De acordo com as histórias, entretidos e bêbados, eles foram atacados por uma tropa de 1200 homens sob o comando de Bernabé Rivera. Conta-se que o próprio Rivera deu o sinal para iniciar o ataque, disparando contra o cacique Venado, após pedir que ele entregasse sua faca para cortar tabaco. Opiniões mais recentes sustentam que esta versão é originária do romance "La boca del Tigre" de Eduardo Acevedo Díaz e carece de valor histórico.
Segundo a historiografia oficial 40 indígenas foram mortos e 300 presos, dos quais alguns conseguiram fugir sendo perseguidos por Bernabé Rivera. Entre as tropas havia 9 feridos e um morto.
A perseguição aos "Charruas" –que realmente eram indígenas de diferentes tribos, que habitavam a área rural da nascente república uruguaia– não terminou no confronto de Salsipuedes. Continuou com a persecução de Bernabé Rivera aos "rebeldes" que conseguiram escapar. Em 17 de agosto de 1831 Rivera surpreendeu em Mataojo, próximo à foz do rio Arapey, a um grupo de perseguidos –comandado pelos caciques El Adivino e Juan Pedro– cujo saldo do episódio foi de mais de 15 indígenas assassinados e outras 80 presas. Ele relatou que 18 homens conseguiram escapar, incluindo o cacique Polidoro, o único cacique sobrevivente. Em 16 de junho de 1832, localizou um grupo deles, no vale Yacaré-Cururu, e o atacou numa emboscada, os que conseguiram fugir, junto com outros, mataram posteriormente o chefe do comando do governo (Bernabé Rivera), dois oficiais e nove soldados.
Segundo o professor Lincoln Maiztegui Casas , “o desaparecimento dos Charruas foi um processo gradual que durou mais de 200 anos e foi gerado a partir da ocupação do território pelos europeus”. Segundo Maiztegui, os Guarani se adaptaram à colonização e os Charruas não e, portanto, foram sendo extinguindos aos poucos. Milhares foram assassinados, outros fugiram para o Rio Grande do Sul e outros foram mestiçados, seja por rapto de mulheres de outras tribos, seja de brancos. O anterior teve como consequência a eroção de sua cultura, e que atualmente seja um grupo extremamente reduzido.

### Os "últimos" Charruas

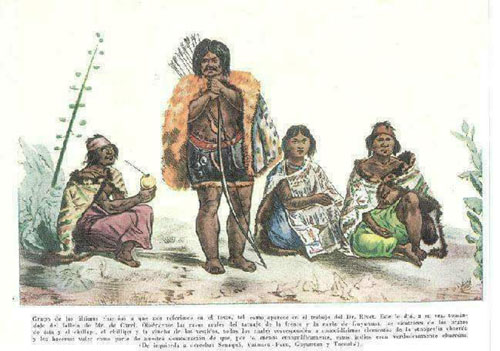
Vaimaca e os últimos charruas em 1833.

Foram assim chamados os quatro indígenas remanescentes do massacre de Salsipuedes enviados a Paris "para estudos científicos". Eram três homens e uma mulher. Seus nomes eram Senaqué, Tacuavé, Vaimaca e Guyunusa. Sabe-se que alguns percorreram a Europa em circos, onde eram apresentados como antropófagos do "novo continente". Entretanto, acredita-se que a etnia originária Charrua não tenha adentrado o século XIX, já que os poucos sobreviventes da campanha de extermínio movida pela recém-formada república uruguaia foram escravizados ou perderam-se pela mata, eventualmente refugiando-se junto a outros grupos indígenas, cujas características étnicas acabavam por assimilar.

## Os charruas hoje
Os charrruas são considerados extintos como etnia, notadamente a partir do massacre de Salsipuedes, em 1831. Todavia estudos genéticos recentes mostraram mais de 20% dos genes da população do Uruguai foram herdados de ancestrais indígenas, índice que varia conforme a região. Na Argentina encontram-se traços de sua descendência na Província de Entre Ríos.[carece de fontes?]
No Brasil, os Charruas conquistaram seu reconhecimento enquanto grupo étnico ainda existente. Em 9 de novembro de 2007, após uma luta que já durava 172 anos, sob a liderança da cacique Acuab, a Câmara Municipal de Porto Alegre realizou ato que reconhecia a comunidade Charrua como povo indígena brasileiro. Antes considerada extinta pela Fundação Nacional do Índio (Funai), os Charruas voltaram a ser reconhecidos em ato oficial da fundação em setembro de 2007. O evento foi organizado em conjunto pelas comissões de Direitos Humanos da Câmara Municipal, da Assembleia Legislativa e do Senado Federal.[carece de fontes?]
Existem, hoje, cerca de seis mil pessoas autodeterminadas Charruas nos países que compõem o Mercosul. Só no Rio Grande do Sul, são mais de quatrocentos descendentes do Charruas presentes nas localidades de Santo Ângelo, São Miguel das Missões e Porto Alegre que querem ser considerados indígenas.[carece de fontes?]

## Representações na cultura
- Tabaré - poema épico escrito por Juan Zorrilla de San Martín exaltando as origens étnicas uruguaias (a exemplo do romance Iracema, no Brasil)
- Abayubá - novela indigenista que exalta um legendário chefe desta tribo que ficou conhecido pela bravura na luta contra os conquistadores europeus em 1574.
- Les derniers Charruas ou quand le regard emprisonne, filme de 26 minutos de Dario Arce Asenjo, produtora Chromatiques – TLM, 2003